# Koffi Fiawoo
Koffi Fiawoo est un footballeur togolais. Il est né le 3 octobre 1969 à Tsévié au Togo. Il était attaquant. Aujourd'hui il exerce la profession d'agent de joueur. Il est agréé par la FIFA. Après avoir fini sa carrière de footballeur professionnel, il a continué à jouer au football dans le club de la Vigilante de Keryado-Lorient qui évolue en DRH de la ligue de Bretagne. Dont il est devenu entraîneur entre 2010 et 2015.

## Carrière
| Saison  | Club                   | Division   | Match | But |
| ------- | ---------------------- | ---------- | ----- | --- |
| 1987/88 | Chamois Niortais FC B  | CFA        | 9     | 1   |
| 1988/89 | Chamois Niortais FC    | Division 2 | 7     | 0   |
| 1989/90 | Chamois Niortais FC    | Division 2 | 20    | 4   |
| 1990/91 | Chamois Niortais FC    | Division 2 | 20    | 3   |
| 1991/92 | Chamois Niortais FC    | Division 3 | 29    | 15  |
| 1992/93 | Chamois Niortais FC    | Division 2 | 21    | 3   |
| 1993/94 | Le Mans UC72           | Division 2 | 16    | 9   |
| 1994/95 | Le Mans UC72           | Division 2 | 18    | 0   |
| 1995/96 | CS Louhans-Cuiseaux    | Division 2 | 35    | 16  |
| 1996/97 | CS Louhans-Cuiseaux    | Division 2 | 35    | 8   |
| 1997/98 | FC Sochaux-Montbéliard | Division 2 | 17    | 9   |
| 1998/99 | FC Sochaux-Montbéliard | Division 1 | 17    | 2   |
| 1999/00 | FC Lorient             | Division 2 | 23    | 2   |
| 2000/01 | FC Lorient             | Division 2 | 1     | 0   |
| 2001/02 | US Créteil-Lusitanos   | Division 2 | 6     | 2   |